# Горбачёва, Ирина Анатольевна
Ири́на Анато́льевна Горбачёва (род. 10 апреля 1988, Жданов, Донецкая область) — российская актриса театра, кино, телевидения, озвучивания и дубляжа, блогер и музыкант. Обладательница нескольких кино- и театральных премий, в том числе и «Золотой маски» (2016), а также статуэток «Ника» (2018) и «Золотой орёл» (2018, 2021).

## Биография
Родилась 10 апреля 1988 года в городе Жданов (ныне Мариуполь) Донецкой области Украинской ССР. В детстве занималась вокалом и хореографией. В 1997 году вместе с родителями и братом переехала в Подмосковье, в город Королёв. Там она училась в МБОУ Средней общеобразовательной школе № 2 имени М. Ф. Тихонова.
В 2006—2010 годах училась в Театральном институте имени Бориса Щукина на курсе Родиона Юрьевича Овчинникова. Во время учёбы была задействована в спектаклях Театра Вахтангова.
После окончания обучения участвовала в стажёрской труппе Мастерской Петра Фоменко и в студии О. Табакова в качестве приглашённой актрисы в постановке «Фантазии Фарятьева».
В 2008 году впервые снялась в кино в небольшой роли в дебютном фильме режиссёра Романа Прыгунова «Индиго».
В 2010 году за роль в фильме Веры Сторожевой «Компенсация» была награждена премией за лучшую женскую роль на 1-м Забайкальском кинофестивале.
Принимала участие в документальном фильме про театр Петра Фоменко, снятом для телеканала «Россия-Культура».
В апреле 2016 года номинирована на престижную российскую премию «Золотая маска» в номинации «Лучшая женская роль» за спектакль «Сон в летнюю ночь».
В 2016 году получила премию «Женщина года 2016» по версии журнала «GQ».
5 декабря 2016 года Ирина Горбачёва получила «Звезду Театрала» в номинации «Лучшая женская роль второго плана» за роль Елены в спектакле «Сон в летнюю ночь», поставленном Иваном Поповски в «Мастерской Петра Фоменко».
Также известна благодаря коротким видеороликам в сети Instagram, где её скетчи-гэги и мгновенные импровизации привлекли 1,7 миллионов подписчиков.
Создала танцевальный проект «Я танцую по Москве», направленный на обретение внутренней свободы благодаря танцам на улицах и в парках города, помогающий людям стать более открытыми, активными и уверенными в себе.
Что для меня главное в проекте… Наверное, отключить этот постоянно работающий мозг, эту коробку с представлением о нас, какими мы по сути не являемся, да и в глубине души не хотим быть! Почти каждый человек хочет танцевать там, где ему захотелось, встречать в ответ улыбку, да что уж там… как редко мы стали держать друг друга в объятьях, жать крепко руку, махать встречным людям, да и просто валять дурака… Проект это не только танцы, а скорее даже «танцевальная терапия».
В 2019 году интернет-издание Colta назвало Ирину Горбачёву одним из героев искусства 2010-х за совмещение образов «пацанки, феи и комической старухи» как проявление тенденции «сложной и яркой феминности, эмоциональной и динамичной, рассказывающей о себе без маски».
В 2021 году дебютировала в качестве певицы: под именем Ира Горбачёва выпустила клип на песню «Дом», написанную совместно с Тосей Чайкиной.

## Личная жизнь
Отец — Анатолий Игоревич Горбачёв. Мать умерла от рака, когда Ирине было 9 лет. Старший брат — Денис, брат-близнец — Игорь.
В марте 2015 года вышла замуж за актёра кино Григория Калинина. Летом 2018 года они развелись.
В июле 2021 года вышла замуж за украинского музыканта Антона Савлепова (участника проектов Quest Pistols и «Агонь»). Позднее пара развелась.

## Взгляды
После российского вторжения на Украину актриса выступила против российской агрессии, высказывалась в поддержку попавших под обстрелы украинцев, публиковала антивоенные посты, активно помогала украинским беженцам и на время покидала Россию, но вскоре вернулась в страну и возобновила работу в кино.
В 2024 году заявила, что помогает беженцам из оккупированных Россией регионов Украины и публично выступила в поддержку российских властей: «Я часть своего государства, я часть своей страны, я часть любого процесса, который происходит в моей стране».
В ноябре 2024 года снялась в показанном в рамках «Разговоров о важном» видео, рекламирующем «Движение первых».

## Театральные работы

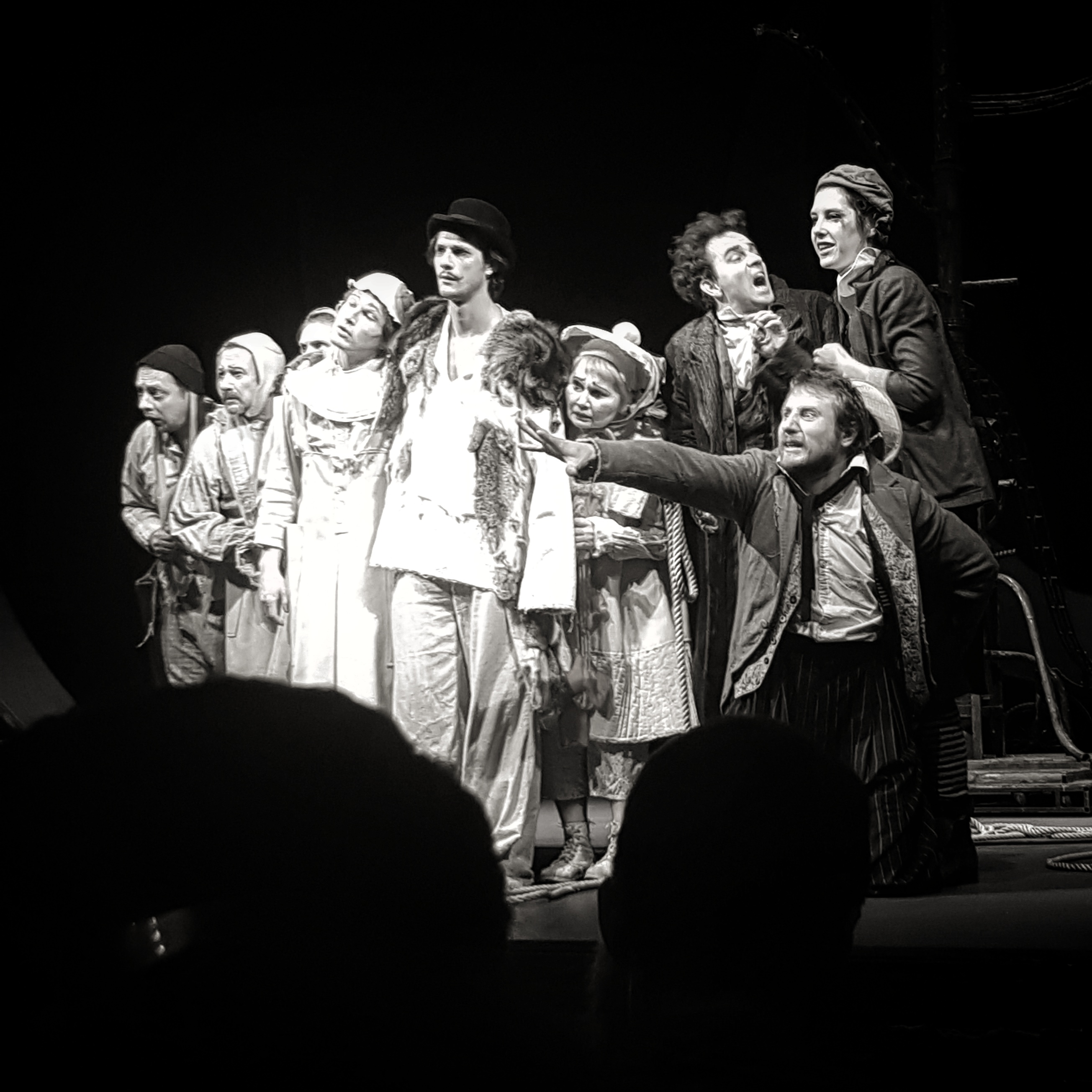
Ирина Горбачёва (справа) в роли Диаманте («Гиганты горы» Луиджи Пиранделло), Мастерская Петра Фоменко, 2017 год

### Театральный институт имени Щукина
- «О любви и дружбе»
- «Страх и нищета в третьей империи» (официантка / Она)
- «Пришёл мужчина к женщине» (женщина)
- «Сотрудники»
- «Вдовий пароход» (Капа)
- «Жанна д’Арк» (Жанна)

### Театр имени Вахтангова
- «Мадемуазель Нитуш» (ученица)

### Театр А. Р. Т. О.
- «Макбет» (леди Макбет)

### Мастерская Петра Фоменко
- «Гиганты горы[исп.]» (Диаманте)
- «Моряки и шлюхи»
- «Последние свидания»
- «Сон в летнюю ночь»
- «Театральный роман (Записки покойника)»
- «Бесприданница» (старуха-цыганка)
- «Рыжий» (проводница)
- «Безумная из Шайо» (Жозефина, безумная из Конкорд)
- «Мамаша Кураж» (Катрин Гаупт)

## Фильмография

### Актёрские работы
- 2008 — Индиго (дебют в кино)
- 2008 — Закон и порядок: Преступный умысел 3 — Маша
- 2010 — Компенсация — Лена, старшая дочь Сергея от первого брака
- 2012 — Туман 2 — Ольга, ветеринар, девушка Сергея
- 2013 — Новая жизнь — Настя Гаврилина
- 2013 — Дело чести — Анжела
- 2013 — Берега моей мечты — Вика
- 2015 — Молодая гвардия — Ульяна Громова
- 2015 — Я умею вязать — Вася
- 2017 — Аритмия — Катя, жена Олега, врач приёмного отделения
- 2018 — Я худею — Наташа
- 2018 — Тренер — Лара, дочь мэра города, президент футбольного клуба «Метеор»
- 2018 — Килиманджара
- 2018 — История одного назначения — Софья Андреевна Толстая
- 2019 — Громкая связь — Алина
- 2020 — Алиса — Саша
- 2020 — Чики — Жанна
- 2020 — Обратная связь — Алина
- 2020 — Огонь — роженица
- 2020 — Внутри Лапенко 3 — лже-Особа (первая серия третьего сезона)
- 2021 — Пара из будущего — Ири (озвучка)
- 2023 — Дыхание — Елена Колесникова, хирург клиники в Коммунарке
- 2023 — Папаша в бегах — Алёна
- 2024 — Бременские музыканты — Кошка
- 2024 — Говорит Земля! — Лена
- 2024 — Огниво — Алконост / Гамаюн
- 2025 — Пара на пару — Оля

### Дубляж
- 2016 — Любовь не по размеру — Корали (роль Стефани Папаниан)
- 2016 — Балерина[22] — мадам Реджина Ле О
- 2017 — Ван Гог. С любовью, Винсент — Луиза Шевалье[23]
- 2018 — Ральф против интернета — Классс[24]
- 2019 — Angry Birds 2 в кино — Зета[25]

## Участие в музыкальных и телевизионных проектах
- В феврале 2016 года снялась в музыкальном видео Ивана Дорна на песню «Ты всегда в плюсе»[26][27].
- В 2016 году снялась в видео на композицию «Муха» группы «Звери»[27][28].
- В сентябре 2016 года снялась в видеоклипе на композицию «Танцуй со мной» Полины Гагариной, где исполнила роль руководительницы танцевальной студии, помогающей своим подопечным не только красиво научиться двигаться под музыку, но и решить ряд психологических проблем[29].
- Была гостьей эпизодов российской телепередачи «Вечерний Ургант» на «Первом канале» 1 апреля 2016 года[30][31], 26 сентября 2017 года[32], 12 апреля 2018 года[33] и 21 апреля 2020 года.
- В 2019 году снялась в клипе украинской группы «Агонь» — Тебе 20 (AG-ON — T-20). В том же году в клипе «Бомба» той же группы.
- В ноябре 2020 года снялась в одном из выпусков украинской телепередачи Improv Live Show, вышедшем в июне 2021 года.
- В ноябре 2021 года принимала участие в шоу «Двое на миллион» на телеканале «ТНТ», где играла в паре с Марией Машковой.

## Награды и номинации

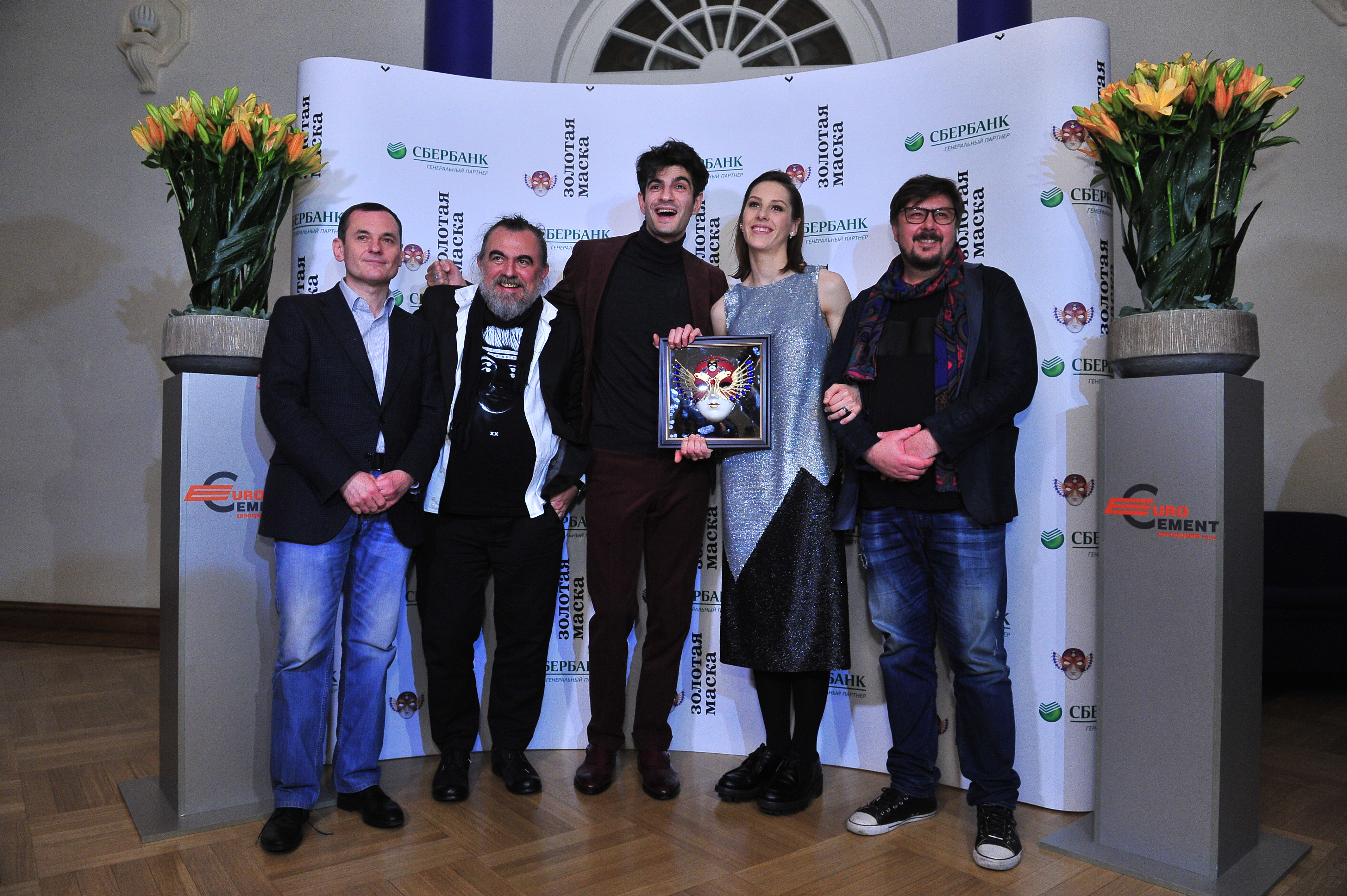
Ирина Горбачёва на премии «Золотая маска»

| Год  | Награда                                                      | Номинированная работа | Категория                         | Результат |
| ---- | ------------------------------------------------------------ | --- | --------------------------------- | --------- |
| 2010 | Забайкальский международный кинофестиваль (Чита)             | Ирина Горбачёва (фильм «Компенсация») | Лучшая актриса                    | Победа    |
| 2016 | Золотая маска                                                | Ирина Горбачёва (спектакль «Сон в летнюю ночь») | Лучшая женская роль               | Номинация |
| 2016 | Золотая маска                                                | В составе творческой группы авторов-создателей спектакля (постановщики: режиссёр, художник; и актёры — исполнители главных ролей (спектакль «Сон в летнюю ночь») | Лучший спектакль. Драма.          | Победа    |
| 2017 | Уральский открытый фестиваль российского кино (Екатеринбург) | Аритмия | Лучшая женская роль               | Победа    |
| 2018 | Золотой орёл                                                 | Аритмия | Лучшая женская роль в кино        | Победа    |
| 2018 | Ника                                                         | Аритмия | Лучшая женская роль               | Победа    |
| 2019 | Золотой орёл                                                 | История одного назначения | Лучшая женская роль второго плана | Номинация |
| 2019 | Ника                                                         | История одного назначения | Лучшая женская роль второго плана | Номинация |
| 2022 | Золотой орёл                                                 | Огонь | Лучшая женская роль второго плана | Победа    |